# E. J. Holub
Emil Joe Holub (5 de janeiro de 1938 - 21 de setembro de 2019) foi um ex-jogador profissional de futebol americano estadunidense.

## Carreira
E. J. Holub foi campeão da Super Bowl IV jogando pelo Kansas City Chiefs.